# Kaltrina Selimi
Kaltrina Selimi, född 15 september 1985 i Pristina, Kosovo, är en albansk popsångerska. 2010 släppte hon singeln "Hajt" som snabbt blev populär. I juli år 2011 släppte hon musikvideon till låten "Hot", hennes nya dancepopsingel som blev en stor sommarhit. På internetsidan Youtube fick videon snabbt över 1 miljon visningar. Under sommaren 2012 släppte hon låten "Gjithmonë me ty" samt musikvideon till låten.

## Diskografi

### Album
- 2010 – Copy Paste

### Singlar
- 2008 – "Auto Stop"
- 2010 – "Hajt"
- 2010 – "Harrom"
- 2011 – "Zero"
- 2011 – "Hot"
- 2012 – "Gjithmonë me ty"
- 2013 – "Nuk ta fal"
- 2013 – "Zemër"